# ریاض العرینی
ریاض العرینی (انگلیسی: Riyadh Al-Arini؛ زادهٔ ۱۱ اوت ۱۹۸۹) یک ورزشکار اهل عربستان سعودی است.
از باشگاه‌هایی که در آن بازی کرده‌است می‌توان به باشگاه فوتبال الحزم عربستان سعودی اشاره کرد.